# Andreas Dahlén
Andreas Dahlén (* 11. Dezember 1982 in Gävle) ist ein ehemaliger schwedischer Fußballspieler. Der Außenverteidiger bestritt 143 Spiele in der Allsvenskan.

## Werdegang

### Karrierebeginn in Schweden
Dahlén begann seine Laufbahn bei Brynäs IF. 2003 debütierte er für den Klub in der viertklassigen Division 3 Södra Norrland im Seniorenbereich und trug zum Erreichen des vierten Platzes bei. Dabei machte er höherklassig auf sich aufmerksam und wechselte vor Beginn der Zweitliga-Spielzeit 2004 in die Superettan zum IFK Norrköping. Beim bis dato zwölffachen schwedischen Meister kam er jedoch nicht über die Rolle eines Ergänzungsspielers hinaus. In zwei Spielzeiten für den Klub aus Östergötlands län kam er in 32 Spielen zum Einsatz, stand dabei aber lediglich in 15 Spielen in der Startformation.
Nach Ende der Zweitliga-Spielzeit 2005 verließ Dahlén „Peking“ und wechselte zum Ligakonkurrenten Umeå FC. Beim Liganeuling unterschrieb er einen Zwei-Jahres-Kontrakt. Für den Klub bestritt er 24 Spiele in der Superettan, konnte jedoch nicht verhindern, dass als Tabellenletzter der direkte Wiederabstieg anstand. Daher verließ er am Ende der Spielzeit den Klub und schloss sich Gefle IF in der Allsvenskan an. In seiner ersten Spielzeit in der schwedischen Eliteserie gehörte er zu den Ergänzungsspielern und bestritt zwölf Erstligaspiele. In der Spielzeit 2008 gelang ihm der Durchbruch, als er in 19 Spielen in der Startelf stand. Im folgenden Jahr bestritt er 26 Spiele in der Allsvenskan und stand dabei an der Seite von Spielern wie Yannick Bapupa, Jonas Lantto und Hans Berggren jeweils in der Startelf.

### Wechsel ins Ausland
Durch seine guten Auftritte in der Allsvenskan machte Dahlén außerhalb der Landesgrenzen auf sich aufmerksam. Beim deutschen Klub Hansa Rostock bestritt er ein Probetraining, bei dem er zu überzeugen wusste. Dahlén unterschrieb zur Rückrunde der Zweitliga-Spielzeit 2009/2010 einen bis zum Sommer 2012 gültigen Vertrag beim Klub aus der Ostsee-Stadt. Mit dem im Sommer 2010 erfolgten Abstieg Hansas in die dritte Spielklasse verlor dieser Vertrag bereits wieder seine Gültigkeit.
Zur Saison 2010/11 wechselte er zum Zweitligisten FSV Frankfurt, wo er einen Zweijahresvertrag unterschrieb. Bei den von Hans-Jürgen Boysen trainierten Bornheimern erspielte sich Dahlén zu Saisonbeginn einen Stammplatz auf der linken Abwehrseite, musste aber im Verlauf der Vorrunde aufgrund einer Oberschenkelverletzung, die er sich beim Heimspiel gegen Alemannia Aachen zugezogen hatte, zwischenzeitlich einige Spiele aussetzen. In der Spielzeit 2011/12 kam Dahlén lediglich zu einem Einsatz für Frankfurts Zweitligamannschaft und spielte vermehrt für die Reserve in der Regionalliga.

### Rückkehr nach Schweden
Daraufhin löste Dahlén Anfang Januar 2012 seinen Vertrag beim FSV Frankfurt auf und ging zurück nach Schweden, wo er sich dem Erstligisten Djurgårdens IF anschloss. Ein Jahr später wechselte er zu Åtvidabergs FF. Nach dem Abstieg 2015 beendete er seine Laufbahn.